# بالا بيجي
بالا بيجي (بالإيطالية: PalaBigi)‏ صالة رياضية تستخدم لرياضة كرة السلة وتقام فيها أحياناً عدد من الفعاليات الرياضية، تقع في مدينة ريدجو إميليا في إيطاليا، تتسع الصالة ة إلى 3500 متفرج، وهي الصالة الرسمية لنادي بالاكانسترو ريجيانا الذي يلعب في ليغا باسكيت الدرجة الأولى، تم افتتاح القاعة سنة 1980.